# 중앙아시아 아메리칸 대학교
중앙 아시아 아메리칸 대학교(American University of Central Asia)는 리버럴 아트 대학의 하나로 1993년 키르기즈 아메리칸 대학교 (Kyrgyz-American University)로 시작하여 2002년, 학교명을 바꾸었다. 키르키즈스탄, 비슈케크에 위치하여 있으며 AUCA이라는 약칭으로도 불린다. 현재 총장은 앤드루 워첼 박사(Dr. Andrew B. Wachtel)다.
30개국 이상의 국가에서 온 다양한 외국 학생들이 공부 하고 있으며 총 학생수는 1181명, 교직원 수는 124명이다.
예비학부, 본학부 과정이 있으며 미국학 (American Studies), 인류학 (Anthropology), 경영학 (Business Administration), 경제학 (Economics), 유럽학 (European Studies), 국제 비교 정치학 (International and Comparative Politics), 국제 경영 법 (International and Business Law), 언론학 (Journalism and Mass Communication), 심리학 (Psychology), 사회학 (Sociology), 소프트웨어 공학 (Software Engineering) 등 총 11가지의 학사학위를 제공하고 있다.
아욱 대학은 학부 과정 외에 경영학 석사 과정 또한 제공하고 있다.
2008년부터 미국 바드 칼리지(BARD College)와 결연을 맺어 아욱 학생들은 키르기즈 학사 졸업장 외 바드 칼리지 학사 수료증도 받게 되었다.